# Catocala taiwana
Catocala taiwana är en fjärilsart som beskrevs av Shigero Sugi 1965. Catocala taiwana ingår i släktet Catocala och familjen nattflyn. Inga underarter finns listade i Catalogue of Life.